# Estádio Puskás Ferenc
O Estádio Puskás Ferenc (em húngaro: Puskás Ferenc-stadion), foi o maior estádio multi-uso da Hungria. Localizado em Budapeste e com capacidade para 68.976 espectadores, foi utilizado principalmente para partidas de futebol. O estádio foi fechado em 2016 e demolido em 2017 para dar espaço a nova Puskás Aréna.
Foi construído entre 1948 e 1953 por muitos voluntários, incluindo soldados. Um ano após inaugurado, foi palco da pior derrota da Seleção Inglesa de Futebol: 7 a 1 para os donos da casa.
O estádio até 2001 era chamado Népstadion (Estádio do Povo). Atualmente leva o nome de Ferenc Puskás, maior jogador húngaro de futebol de todos os tempos, líder do time campeão olímpico em 1952 e vice-campeão da Copa do Mundo de 1954.
Em 2005, foi utilizado com cenário do filme Munique, de Steven Spielberg, no lugar do famoso Estádio Olímpico de Munique. 